# Systoechus waltoni
Systoechus waltoni är en tvåvingeart som beskrevs av Hesse 1938. Systoechus waltoni ingår i släktet Systoechus och familjen svävflugor. Inga underarter finns listade i Catalogue of Life.